# 伦纳特·约翰松
伦纳特·约翰松（瑞典語：Lennart Johansson，1941年6月7日—2010年10月23日），瑞典前男子冰球运动员。他曾代表瑞典国家队参加1964年冬季奥林匹克运动会冰球比赛，获得一枚银牌。